# Статистична дисперсія
У статистиці дисперсія  — міра розсіяння (розкиду) числових даних у вибірці. Типові приклади мір статистичної дисперсії — це розмах, дисперсія, стандартне відхилення. Поряд з мірами центру розподілу статистична  дисперсія є однією з найпоширеніших і найвикористовуваніших характеристик  розподілу даних. 

## Міра статистичної дисперсії
Міра статистичної дисперсії — невід'ємне дійсне число, яке дорівнює нулю, якщо всі дані однакові, та зростає, коли розкид даних зростає.
У більшості мір дисперсії мають однакові одиниці вимірювання з одиницями вимірювання величин. Іншими словами, якщо вимірюють в метрах або секундах, то це і є одиниця вимірювання дисперсії. Такі міри дисперсії включають в себе:
- Стандартне відхилення
- Розмах
- Дисперсія
- Середнє абсолютне відхилення
- Медіана абсолютного відхилення
- Абсолютне відхилення
- Відстань стандартного відхилення

Це часто використовується (разом з коефіцієнтами пропорційності) в ролі оцінки масштабу.
Всі вище наведені заходи статистичної дисперсії мають корисну властивість — їхнє розміщення інваріантне. Таким чином якщо випадкова величина X має дисперсію SX то лінійне перетворення Y = aX + b для a , bдійсних коефіцієнтів дисперсія буде SY = |a|SX .
Інші міри дисперсії безрозмірнісні (величини з розмірністю одиниця). До них належать:
- Коефіцієнт варіації
- Квантиль коефіцієнта дисперсії
- Відносна середня різниця, рівна подвоєному коефіцієнту Джині

Є інші міри дисперсії:
- Змінна (квадрат стандартного відхилення) — інваріант місцезнаходження, але не в лінійному масштабі
- Відношення середнього відхилення — в основному використовується для підрахунку даних.

Деякі міри дисперсії мають спеціальні цілі, в тому числі дисперсія Алана та Адамара.